# Bulnes (Chili)
Pour les articles homonymes, voir Bulnes.
Bulnes est une ville et une commune du Chili qui fait partie de la Province de Diguillín et appartient à la Région de Ñuble.

## Géographie

### Situation
Le territoire de la commune de Bulnes se trouve dans la vallée centrale du Chili. Il est délimité à l'ouest par le Río Itata, au sud par le Río Diguillin et au nord par le territoire de la capitale provinciale Chillán. La commune est située à 396 kilomètres à vol d'oiseau au sud-sud-ouest de la capitale Santiago et à 23 kilomètres au sud-ouest de Chillán, capitale de la Province de Ñuble.
La superficie de la commune est de 425 km2 (densité de 49 hab./km2),.

### Démographie
En 2012, la population de la commune de Bulnes s'élevait à 20 763 habitants.

## Histoire
En 1788, une chapelle est construite sur une rive du Río Larqui, dont elle prend le nom. Puis un premier hameau également baptisé Larqui s'installe autour de la chapelle. En 1839, l'agglomération est rebaptisée Santa Cruz de Bulnes en l'honneur du président chilien Manuel Bulnes. En 1887, l'agglomération accède au statut de ville sous l'appellation Bulnes tout court.

## Économie
Le principal secteur économique de Bulnes est l'agriculture. On y produit du blé, des betteraves, des pommes de terre, des haricots, des tomates, des raisins, du maïs et de l'avoine. Parmi les productions moins classiques figurent le kiwi et les framboises. Enfin on y élève des bovins, des porcs et des moutons[réf. nécessaire].

Position de Bulnes (en rouge) au sein de la Région du Biobío.